# Sementron
Sementron ist eine französische Gemeinde mit 104 Einwohnern (Stand: 1. Januar 2022) im Département Yonne in der Region Bourgogne-Franche-Comté (bis 2015: Burgund). Die Gemeinde gehört zum Arrondissement Auxerre und zum Kanton Vincelles (bis 2015 Kanton Courson-les-Carrières).

## Geografie
Sementron liegt im Süden der Landschaft Puisaye, etwa 24 Kilometer südwestlich von Auxerre. Umgeben wird Sementron von den Nachbargemeinden Levis im Norden und Nordwesten, Ouanne im Osten und Nordosten, Taingy im Osten und Südosten, Sougères-en-Puisaye im Süden sowie Lain im Westen und Südwesten.

## Bevölkerungsentwicklung
| Jahr                      | 1962 | 1968 | 1975 | 1982 | 1990 | 1999 | 2006 | 2013 |
| Einwohner                 | 170  | 158  | 117  | 107  | 93   | 99   | 115  | 116  |
| Quelle: Cassini und INSEE |      |      |      |      |      |      |      |      |

## Sehenswürdigkeiten
- Kirche Sainte-Geneviève-et-Saint-Pierre, Monument historique

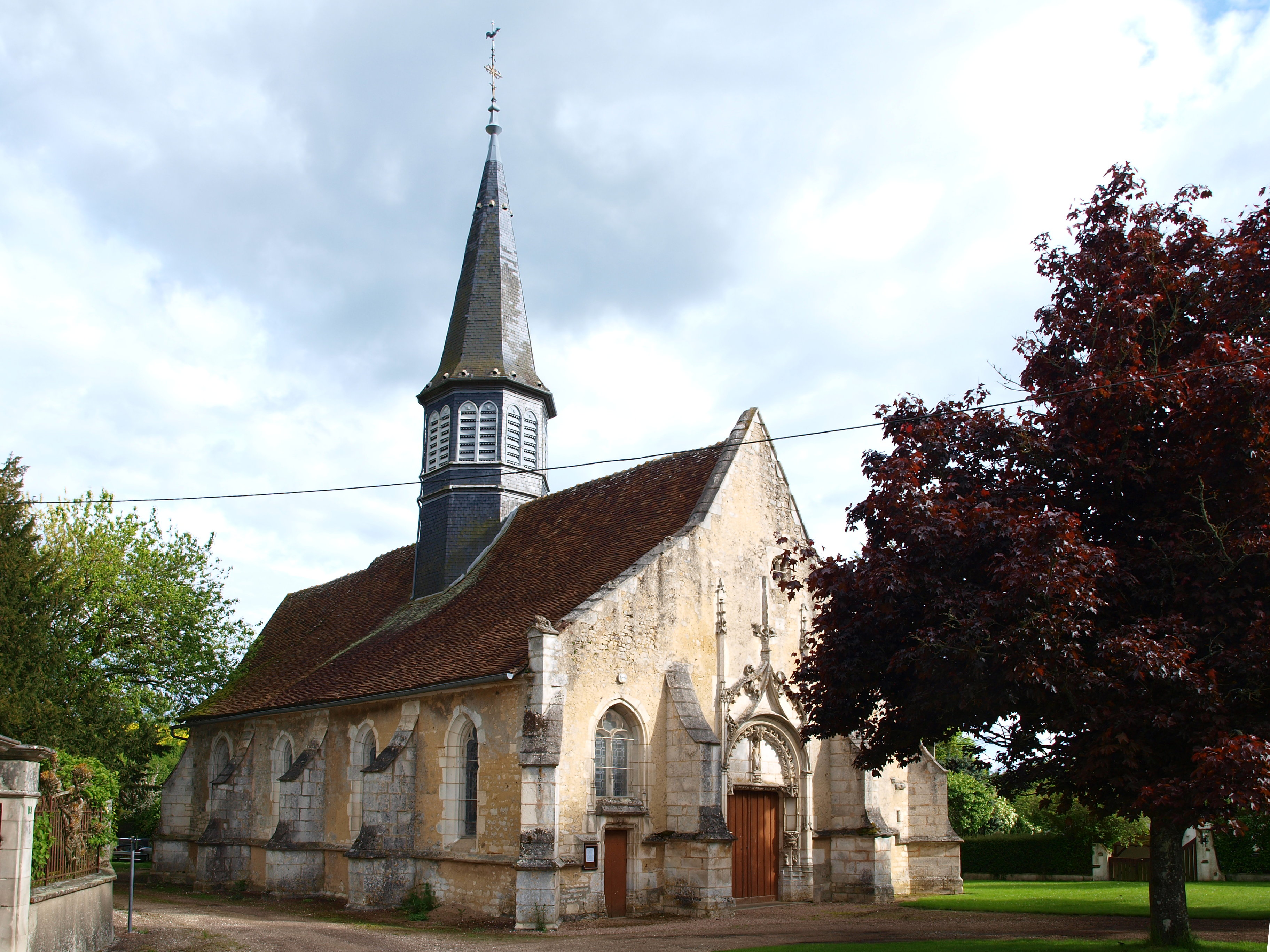
Kirche Sainte-Geneviève-et-Saint-Pierre

- Schloss Test-Milon